# Stypella glaira
Stypella glaira är en svampart som först beskrevs av Lloyd, och fick sitt nu gällande namn av P. Roberts 1998. Stypella glaira ingår i släktet Stypella, ordningen Auriculariales, klassen Agaricomycetes, divisionen basidiesvampar och riket svampar.   Inga underarter finns listade i Catalogue of Life.
I den svenska databasen Dyntaxa används istället namnet Myxarium leptocystidiatum för samma taxon.  Arten är reproducerande i Sverige.